# Bitoma discolor
Bitoma discolor är en skalbaggsart som beskrevs av Schaeffer 1907. Bitoma discolor ingår i släktet Bitoma och familjen barkbaggar. Inga underarter finns listade i Catalogue of Life.